# Юрьевка (городской округ Домодедово)
Юрьевка — деревня в городском округе Домодедово Московской области.

## География
Находится в южной части Московской области на расстоянии приблизительно 26 км на юг по прямой от железнодорожной станции Домодедово.

## История
До 2004 года входила в состав Вельяминовского сельского округа Домодедовского района.

## Население
| 2002 | 2010 |
| ---- | ---- |
| 5    | ↗6   |

Постоянное население составляло 5 человек в 2002 году (русские 100 %).